# Эде, Николя
Николя Эде (фр. Nicolas Edet, род. 2 декабря 1987 в Родезе, Ла-Ферте-Бернар) — французский профессиональный шоссейный велогонщик.

## Победы
| 2007 - Тур дю Фасо — этап 4 2010 - Тур Савойи — этап 4 и 3-е место в общем зачёте - Джиро делла Валле д'Аоста — этап 5 2011 - Тур Австрии — горная классификация 2012 - Тур де Франс — самый агрессивный гонщик на этапе 1 | 2013 - Вуэльта Испании — горная классификация - Тур Роны — Альп — горная классификация 2014 - Тур Роны — Альп — этап 3 2015 Горная классификация Тур Йоркшира 2016 Спринтерская классификация Тур Страны Басков |

## Статистика выступлений наГранд Турах
| Гранд Тур | 2011 | 2012 | 2013 | 2014 | 2015 | 2016 | 2017 |
| --------- | ---- | ---- | ---- | ---- | ---- | ---- | ---- |
| Джиро     | -    | -    | -    | -    | -    | -    | -    |
| Тур       | -    | 128  | -    | 77   | 111  | 106  | 76   |
| Вуэльта   | сход | -    | 104  | -    | -    | -    | -    |